# Cantó de Perigús-Nord-Est
El cantó de Perigús-Nord-Est és un cantó francès del departament de la Dordonya, situat al districte de Perigús. Té 4 municipis i el cap és Perigús.

## Municipis
- Champ Savineu
- Lo Chasteu
- Trelhissac
- Perigús

## Història
| Data d'elecció                           | Identitat      | Partit | Qualitat |
| ---------------------------------------- | -------------- | ------ | -------- |
| 1979-                                    | Francis Colbac | PCF    |          |
| les dades anteriors no són pas conegudes |                |        |          |
|                                          |                |        |          |

## Demografia
| 1962 | 1968 | 1975 | 1982 | 1990   | 1999   | 2006   |
| ---- | ---- | ---- | ---- | ------ | ------ | ------ |
| -    | -    | -    | -    | 16.813 | 16.681 | 17.527 |